# WTCC i Ungern
FIA WTCC Race of Hungary är den ungerska deltävlingen i FIA:s världsmästerskap i standardvagnsracing, World Touring Car Championship. Deltävlingen har körts sedan säsongen 2011 på Hungaroring, utanför Budapest.
Till säsongen 2011 ersatte Ungern FIA WTCC Race of Morocco, som tagits bort från kalendern på grund av finansiella problem.

## Säsonger

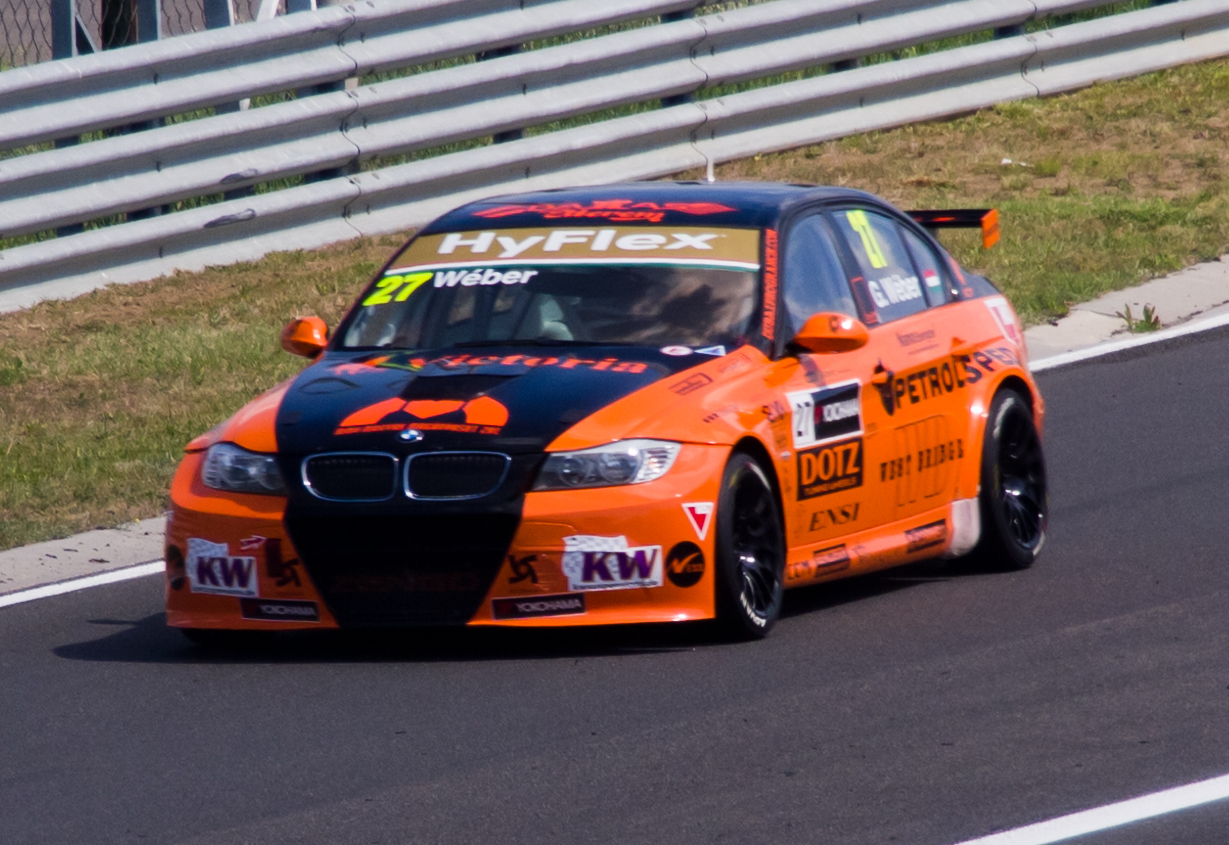
Hemmaföraren Gábor Wéber under FIA WTCC Race of Hungary på Hungaroring 2012.

| År   | Bana        | Race | Segrare förare                | Segrare modell                  | Rapport            |
| ---- | ----------- | ---- | ----------------------------- | ------------------------------- | ------------------ |
| 2012 | Hungaroring | 1 2  | Yvan Muller Norbert Michelisz | Chevrolet Cruze 1.6T BMW 320 TC | WTCC i Ungern 2012 |
| 2011 | Hungaroring | 1 2  | Alain Menu Yvan Muller        | Chevrolet Cruze 1.6T            | WTCC i Ungern 2011 |